# لسولو
لسولو (به ایتالیایی: Lessolo) یک کومونه در ایتالیا است که در استان تورین واقع شده‌است.

## خصوصیات
لسولو ۷٫۹ کیلومترمربع مساحت و ۱٬۹۸۲ نفر جمعیت دارد و ۲۷۷ متر بالاتر از سطح دریا واقع شده‌است.